# 청송휴게소
청송휴게소(Cheong-song Service Area)는 경상북도 청송군 파천면에 위치한 서산영덕고속도로의 휴게소이다. 양방향 모두 휴게소가 존재한다.

## 시설
- 화장실
- 주유소 : EX-OIL,  LGP충전소
- 식당
- 매점
- 주차장
- 전기차 충전소
- 현금 자동 입출금기

## 전후
- 동안동 나들목→의성휴게소→청송 나들목
- 점곡휴게소→의성휴게소→ 종점